# Elisabet del Palatinat
Elisabet de Bohèmia i del Palatinat (26 de desembre de 1618 - 11 de febrer de 1680) va ser la filla gran de Frederic V del Palatinat (que va ser rei de Bohèmia durant poc temps) i Elizabeth Stuart. Elisabet del Palatinat va ser una filòsofa coneguda per la seva correspondència amb René Descartes. Va ser crítica amb el dualisme filosòfic de Descartes i el seu treball anticipava les preocupacions metafísiques dels filòsofs posteriors.

## Biografia

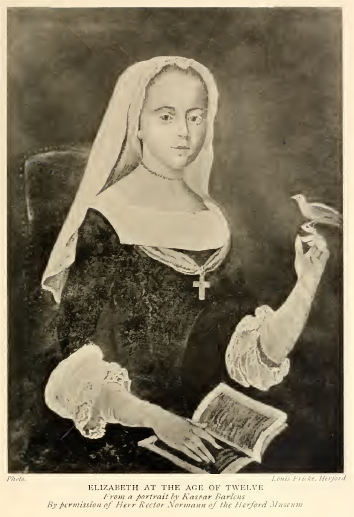
Elisabet del Palatinat als 12 anys.

Elisabeth Simmern van Pallandt va néixer el 26 de desembre de 1618 a Heidelberg. Va ser la tercera de tretze fills i filla gran de Frederic V, elector Palatí, i d'Elisabeth Stuart, filla de Jaume VI d'Escòcia i I d'Anglaterra i germana de Carles I.
Es desconeix gran part dels primers anys de la vida d'Elisabet fora de les seves relacions familiars. Després d'un regnat breu i sense èxit a Bohèmia, els pares d'Elisabet es van veure obligats a exiliar-se als Països Baixos el 1620. Elisabet es va quedar amb la seva àvia Louise Juliana de Nassau a Heidelberg abans de traslladar-se als Països Baixos a nou anys.
Elisabet del Palatinat va tenir una àmplia formació, estudiant filosofia, astronomia, matemàtiques, jurisprudència, història, llengües modernes i clàssiques.
Elisabet també va estudiar belles arts, com ara pintura, música i dansa. Podria haver estat tutoritzada per Constantijn Huygens.
El 1633, Elisabet va rebre una proposta de matrimoni de Ladislao IV Vasa, rei de Polònia. El matrimoni hauria estat beneficiós per a la fortuna palatina, però el rei era catòlic, i Elisabet es va negar a convertir-se de la seva fe protestant per tal de facilitar el matrimoni.
Edward Reynolds va dedicar el seu Tractat sobre les passions i les facultats de l'ànima de l'home (1640) a Elisabet. Tot i que es desconeix el context exacte de la dedicatòria, la dedicatòria fa pensar que Elisabet havia vist un esborrany de l'obra.
El 1642, Elisabeth va llegir les meditacions de Descartes sobre la filosofia primera.
El 1646, el germà d'Elisabet, Felip, va matar un home en un duel. Per això van decidir que aniria a viure amb la família a Alemanya, on va intentar despertar interès els professors per l'obra de Descartes.
El 1660, Elisabet va entrar al convent luterà de Herford, i el 1667 es va convertir en abadessa del convent. Mentre el convent era luterà, Elisabeth era calvinista. Tot i que l'abadessa anterior (la cosina d'Elisabet) també havia estat calvinista, aquesta diferència de fe va crear una certa desconfiança inicial.
Com a abadessa presidia el convent i governava també la comunitat circumdant de 7.000 persones. Mentre Elisabet del Palatinat era abadessa, el convent es va convertir en un refugi de la persecució religiosa per a la gent i va acollir sectes religioses més marginals, entre elles els labadistes. Quan el pare de Robert Barclay, David, va ser empresonat, Elisabet va intervenir i va intervenir per aconseguir el seu alliberament.
Elisabet va morir el 12 de febrer de 1680. Va ser enterrada a l'església de l'abadia de Herford.

## Correspondència

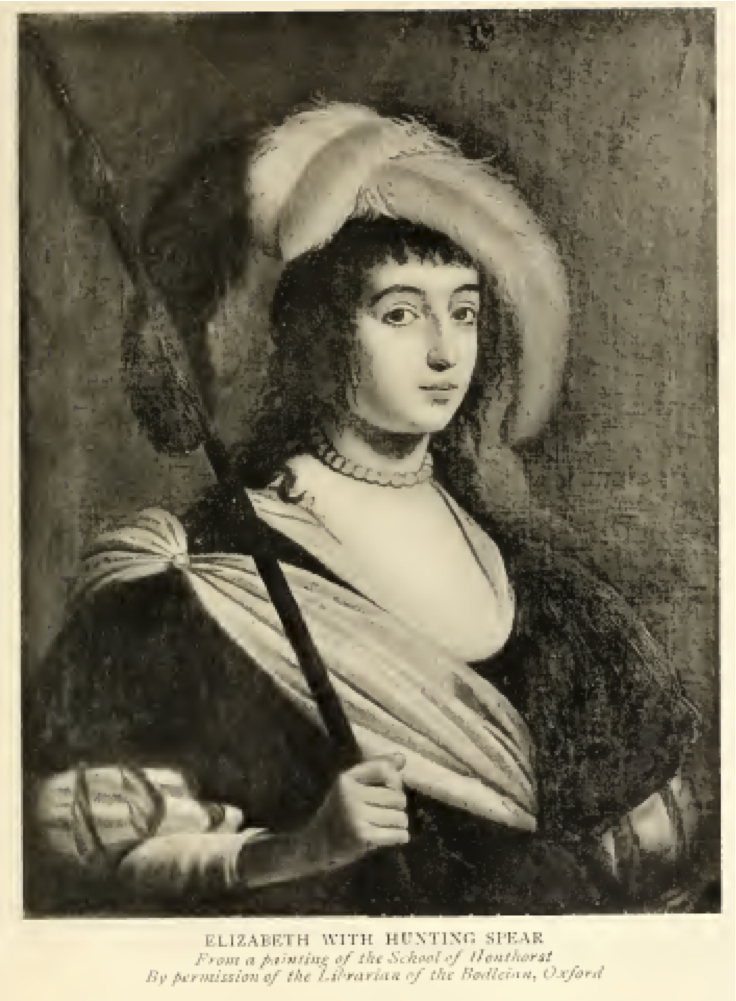
Elisabet la caçadora.

Durant la seva edat adulta, Elisabet va mantenir correspondència amb molts intel·lectuals de renom de la seva època.
El 1639, Elisabet mantenia en correspondència amb Anna Maria van Schurman, una dona erudita, anomenada la Minerva holandesa. En una primera carta van Schurman va oferir a Elisabet orientació sobre quines assignatures s'havia d'estudiar, argumentant la utilitat de la història.
La correspondència d'Elisabet amb Descartes va començar el 1643 i va continuar fins a la mort de Descartes a principis de 1650. A petició d'ella, Descartes es va convertir en el seu professor de filosofia i moral, i el 1644 li va dedicar els seus Principia.
Moltes de les cartes de Descartes a Elisabet van ser publicades en els volums de la seva correspondència editats per Claude Clerselier, però Elisabet va rebutjar la petició de publicar la seva part de l'intercanvi. La part d'Elisabet de la correspondència va ser publicada per primera vegada l'any 1879 per Louis-Alexandre Foucher de Careil, després que un llibreter i antiquari, Frederick Müller, les descobrís en un paquet de cartes a Rosendael.
Elisabet també va mantenir correspondència amb diversos quàquers destacats, entre aquests Robert Barclay i William Penn.
Hi ha cartes escrites tant per ella com per a ella sobre qüestions polítiques i financeres al Calendari anglès de documents estatals.

## Família
Germans
1. Henry Frederick, príncep hereditari del Palatinat (1614–1629); va morir ofegat
2. Carles I Lluís del Palatinat (1617–1680); es va casar amb Carlota d'Hesse-Kassel, i entre els fills van tenir Elisabet Carlota del Palatinat, duquessa d'Orleans; Marie Luise von Degenfeld, van tenir fills; Elisabeth Hollander von Bernau, van tenir fills
3. Elisabet del Palatinat (1618–1680), objecte d'aquest article, va ser la tercera.
4. Rupert, comte palatí del Rin (1619–1682); va tenir dos fills il·legítims
5. Maurici del Palatinat (1620–1652)
6. Louise Hollandine del Palatinat (18 d'abril de 1622 - 11 de febrer de 1709)
7. Lluís (21 d'agost de 1624 - 24 de desembre de 1624)
8. Edward, comte palatí de Simmern (1625–1663); es va casar amb Anna Gonzaga, va tenir descendència
9. Henriette Marie del Palatinat (7 de juliol de 1626 - 18 de setembre de 1651); es va casar amb Sigismund Rákóczi, germà del príncep de Transsilvània, el 16 de juny de 1651.
10. Joan Felip Frederic del Palatinat Frederic (26 de setembre de 1627 – 16 de febrer de 1650[14]); també s'ha dit que va néixer el 15 de setembre de 1629
11. Carlota del Palatinat (19 de desembre de 1628 - 14 de gener de 1631)
12. Sofia del Palatinat (14 d'octubre de 1630 - 8 de juny de 1714); casada amb Ernest August, elector de Hannover, va tenir descendència, inclòs el rei Jordi I de Gran Bretanya. Moltes altres famílies reials són descendents de Sofia. Sofia va estar a prop d'ascendir al tron britànic, però va morir dos mesos abans que la reina Anna.
13. Gustavus Adolphus del Palatinat (14 de gener de 1632 - 1641)

## Aportacions a la filosofia

### Descartes
Elisabet va conèixer Descartes en una de les visites que aquest feia a la Haia. Descartes va visitar la Haia per conèixer algunes de les principals figures intel·lectuals d'Holanda que podrien donar suport a la seva filosofia. La Haia era sovint un lloc de trobada per conèixer altres persones influents i poderoses. Mentre Descartes parlava de les seves idees, Elisabet va escoltar-lo atentament i es va interessar molt pels pensaments de Descartes sobre la ment i el cos. Després de la visita de Descartes, li van dir que Elisabet s'havia interessat molt en la seva obra. Descartes es va sentir afalagat i va dir als altres que li agradaria conèixer millor la princesa. Descartes va fer una altra visita a la Haia, i tenia la intenció de mantenir una conversa amb Elisabet, encara que aquesta conversa per alguna raó no es va produir.

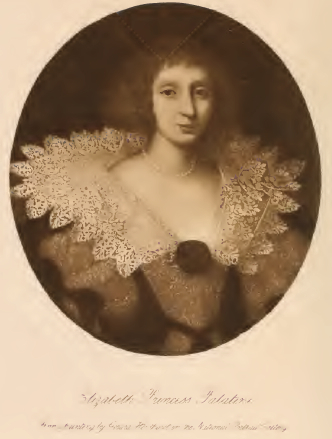
Retrat d'Elisabet de la National Gallery.

Elisabet, en saber que a Descartes li hauria agradat conversar amb ella, va escriure-li una carta. En aquesta carta, datada el 16 de maig de 1643, l'Elisabet escriu: "Digues-me, si us plau, com l'⁣ànima d'un ésser humà (que només és una substància pensant) pot determinar els esperits corporals i així provocar accions voluntàries". Elisabet qüestiona la idea de Descartes sobre el dualisme i com podrien interactuar l'ànima i el cos. Elisabet va qüestionar amb raó com podia ser que quelcom immaterial (la idea de la ment de Descartes) fes moure quelcom material (el cos). Descartes va respondre a la carta d'Elisabet que aquesta interacció no s'ha de pensar com entre dos cossos i que és el tipus d'unió que existeix entre les dues qualitats és diferent.
Elisabet no estava satisfeta amb aquesta resposta, així que va tornar a escriure a Descartes. En aquesta carta, datada el 20 de juny de 1643, Elisabet escriu que no pot "entendre la idea a través de la qual hem de jutjar com l'ànima (no estesa i immaterial) és capaç de moure el cos. (...) I admeto que em seria més fàcil concedir la matèria i l'extensió a la ment que no pas concedir la capacitat de moure un cos i ser mogut per un a una cosa immaterial." Jaegwon Kim cita això com el primer argument causal de la doctrina del fisicalisme en la filosofia de la ment. En una altra carta d'Elisabet a Descartes datada l'1 de juliol de 1643, Elisabet coincideix amb Descartes que els sentits són evidència que l'ànima mou el cos i el cos mou l'ànima, però que aquesta interacció no ens ensenya res sobre com passa això. En la correspondència d'Elisabet amb Descartes, podem veure que Elisabet assumeix que Descartes sí que té una explicació de com interactuen l'ànima i el cos i demana aclariments sobre com ho fa l'ànima. De fet, Descartes no tenia una explicació exacta de com passa això, sinó que simplement suposava que l'ànima tenia aquesta capacitat. Aquesta correspondència particular entre Descartes i Elisabet va acabar amb aquesta carta de l'1 de juliol.
La correspondència va recomençar de nou dos anys després. Elisabet i Descartes van discutir sobre una malaltia que va patir Elisabet l'estiu de 1645. Descartes escriu a Elisabet que creu que els seus símptomes són causats per la tristesa. Això podria haver estat cert, ja que el germà d'Elisabet, Felip, havia desafiat un pretendent de la família i després l'havia apunyalat en públic, provocant una reacció social. Això va causar molta angoixa i preocupació a Elisabet. Elisabet originalment volia que les cartes fossin privades i no té cap obra filosòfica existent. Això fa que el seu lloc en la història de la filosofia sigui complex i objecte de debat. Aquesta correspondència específica entre Elisabet i Descartes és sovint ignorada per molts historiadors, ja que la veuen com a insignificant, però alguns la consideren influent perquè Descartes i Elisabet semblen estar parlant de les "passions de l'ànima", com deia Descartes referint-se a ells. Alguns historiadors han remarcat que Elisabet podria haver estat una filòsofa per dret propi si no hagués estat per la manca d'una presentació sistemàtica de la seva posició filosòfica.
A més de Descartes, Elisabet va mantenir correspondència amb molts altres, inclòs el presbiterià i purità Edward Reynolds i diversos quàquers. Entre ells destaquen Nicholas Malebranche, Gottfried Wilhelm Leibniz, Robert Barclay i William Penn. Si bé semblaven que tenien l'objectiu de convertir-la a la seva fe, Elisabet semblava estar centrada en l'interès intel·lectual dels seus ideals i creences. També va mantenir una correspondència durant un temps amb la "Minerva holandesa", Anna Maria van Schurman, que va animar Elisabet a continuar els seus estudis en història, física i astronomia. Tot i que la seva correspondència no era extensa, Van Schurman va ser un mentor d'Elisabet i la va guiar en els seus estudis acadèmics. Va ser molt respectada i venerada per la princesa Elisabet. L'Elisabet li demanava consell sovint sobre nous temes i temes d'estudi. Van Schurman va prendre la iniciativa de donar a Elisabet la seva opinió sobre els nous descobriments del seu temps. L'àmbit en què semblaven divergir era, segons la seva opinió, de Descartes. Elisabet estava intrigada per la nova filosofia cartesiana i volia aprendre més sobre ella. Van Schurman, però, va refutar enfàticament la idea quan l'Elisabet va preguntar sobre això, en lloc de defensar la visió tradicional escolàstica. Per molt que va respectar a Van Schurman, això no va impedir que Elisabet s'interessés per Descartes i la seva doctrina. S'ha especulat que la correspondència d'Elisabet i la profunda connexió amb Descartes van acabar efectivament amb les seves comunicacions amb Van Schurman.

### Filosofia feminista
Elisabet de Bohèmia ha estat un tema clau en la història feminista de la filosofia. Ha cridat l'atenció com a pensadora prominent i pel seu paper pràctic en el desenvolupament de les dones erudites del segle xvii. Les erudites feministes estudien les seves correspondències i la seva vida per entendre les limitacions imposades a les pensadores del segle xvii. Alguns estudiosos citen Elisabet com un exemple de com les concepcions filosòfiques de les dones com a filòsofes les exclouen del cànon filosòfic. Per a les erudites feministes, la seva correspondència amb Descartes presenta un exemple del valor d'incloure les dones al cànon. Alguns argumenten que la correspondència d'Elisabet amb Descartes ajuda els estudiosos feministes a reconceptualitzar com s'han d'incloure les dones en el cànon filosòfic. Les erudites feministes estan preocupades per com el gènere d'Elisabet va tenir a veure amb la seva filosofia. Molts creuen que Elisabet era molt conscient de les limitacions del seu sexe. Un erudit afirma que la salut i la feminitat d'Elisabet van informar el seu interès sobre la influència de l'ànima immaterial en el cos material. La influència d'Elisabet també s'estén al desenvolupament d'altres pensadores del segle xvii. Va utilitzar la seva cort d'exili a la Haia per crear una xarxa d'erudides. La seva xarxa era un espai on les dones podien participar en la recerca filosòfica a través de la correspondència. A més d'Elisabet, la xarxa estava formada per Anna Maria van Schurman, Marie de Gournay i Lady Ranelagh.